# Равнил
Равни́л (болг. Равнил) — село в Смолянській області Болгарії. Входить до складу общини Мадан.

## Населення
За даними перепису населення 2011 року у селі проживала 141 особа.
Національний склад населення села:
| Національність   | Кількість осіб | Відсоток |
| ---------------- | -------------- | -------- |
| болгари          | 69             | 55,6%    |
| турки            | 5              | 4,0%     |
| цигани           | 0              | 0%       |
| інша             | 9              | 7,3%     |
| не визначились   | 41             | 33,1%    |
| Всього відповіли | 124            |          |

Розподіл населення за віком у 2011 році:
Динаміка населення: